# Cynorkis debilis
Espèce
Synonymes
- Bicornella debilis (Hook.f.) Szlach. & Kras[1]
- Bicornella hanningtonii (Rolfe) Szlach. & Kras[1]
- Bicornella lisowskii (Szlach.) Szlach. & Kras[1]
- Cynorkis hanningtonii Rolfe[1]
- Cynorkis johnsonii Rolfe[1]
- Cynorkis lisowskii Szlach.[1]
- Habenaria debilis Hook.f.[1]

Cynorkis debilis est une espèce de plantes de la famille des Orchidées et du genre Cynorkis, présente dans plusieurs pays d'Afrique tropicale : Cameroun, Bioko (Guinée équatoriale), Sao Tomé-et-Principe, République démocratique du Congo, Afrique de l'Est, Angola,  Afrique zambézienne.